# Piero Bargelini

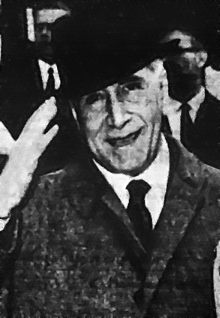
Bargelini in 1967

Piero Bargelini (Florence, 5 augustus 1897 – Florence, 28 februari 1980) was een Italiaans schrijver en politicus, die gedurende de overstroming van Florence door de rivier de Arno in de gemeenteraad van de stad zat. 
Bargelini studeerde aan de Universiteit van Pisa. Daarna studeerde hij aan de Academia di Belle Arti, Florence, zowel letterkunde als schilderkunst. Hij was betrokken in veelzijdige studies van politiek en cultuur, schreef een groot aantal boeken, vaak door zijn katholiek geloof ondersteund. 
Een onvermoeibaar werker uitte hij zich tevens via dagelijkse gesprekken op de radio. Onder zijn leiding werden palazzi, monumenten en onder andere het Forte Belvedere gered, en het Il Maggio Musicale Fiorentino werd opgericht. Hij werkte zich op in het Italiaanse parlement, in 1968 in de Senaat van de Republiek en in 1972 in de Kamer van Afgevaardigden. Hem lag het lot van Florence dicht aan het hart en de overstroming van zijn geboortestad in 1966 gaf hem de kans zich van zijn beste kant te laten zien, hetgeen hem de bijnaam Sindaco dell'alluvione gaf.
- Bibsys: 90385706
- Biblioteca Nacional de España: XX1198839
- Bibliothèque nationale de France: cb11890223r (data)
- CiNii: DA06370614
- Gemeinsame Normdatei: 118939173
- International Standard Name Identifier: 0000 0001 2140 0108
- Library of Congress Control Number: n79004171
- Bibliotheek van het Japanse parlement: 00519791
- Nationale Bibliotheek van Tsjechië: xx0161916
- Nationale bibliotheek van Australië: 35480578
- Nationale Bibliotheek van Israël: 987007258268005171
- Nationale en Universitaire bibliotheek Zagreb: 000031498
- Nederlandse Thesaurus van Auteursnamen: 072986956
- Réseau des bibliothèques de Suisse occidentale: 02-A002969262
- Istituto Centrale per il Catalogo Unico: CFIV000264
- Système universitaire de documentation: 026705222
- Trove: 968324
- Virtual International Authority File: 76311664
- WorldCat: E39PBJf4d8vcBVMwPQMJYkrQbd